# أناتولي أونوبرينكو
أناتولي يوريفيتش أونوبرينكو (25 يوليو 1959 - 27 أغسطس 2013) كان قاتلًا متسلسلًا وقاتلًا جماعيًا سوفييتيًا وأوكرانيًا. اشتهر أونوبرينكو بألقاب وحش أوكرانيا، والمُبيد، والمواطن أو، واعترف بقتل اثنين وخمسين شخصًا عند القبض عليه في أبريل 1996.

## بداية حياته
وُلِد أناتولي أونوبرينكو في قرية لاسكي في منطقة زيتومير، جمهورية أوكرانيا السوفيتية الاشتراكية، الاتحاد السوفيتي. كان هو الأصغر بين ولدين، وكان شقيقه فالنتين أكبر منه بثلاثة عشر عامًا. وكان والده، يوري أونوبرينكو، قد حصل على وسام الشجاعة أثناء خدمته على الجبهة الشرقية خلال الحرب العالمية الثانية .
توفيت والدة أونوبرينكو عندما كان عمره أربع سنوات. قام أجداده وخالته برعايته لبعض الوقت قبل تسليمه إلى دار للأيتام في قرية بريفينتي، منطقة فولين. وفقًا لأونوبرينكو، فقد استاء من حقيقة أن والده تخلى عنه، بينما استمر شقيقه في البقاء تحت رعايته. وفي إحدى المقابلات، زعم لاحقًا أن هذا هو الذي حدد مصيره مسبقًا، وأشار إلى أن سبعين بالمائة من الذين نشأوا في دور الأيتام ينتهي بهم الأمر في السجن كبالغين.

## الضحايا
وعندما ألقت الشرطة القبض عليه أخيرًا، عثر على أونوبرينكو بحوزته ما مجموعه 122 عنصرًا، بما في ذلك بندقية TOZ-34 مقطوعة، وعدد من الأسلحة الأخرى التي تطابق تلك المستخدمة في العديد من عمليات القتل، وعدد من العناصر التي تمت إزالتها من الضحايا. وفي النهاية اعترف بارتكاب ثماني جرائم قتل بين عامي 1989 و1995. في البداية أنكر التهم الأخرى، لكنه في النهاية اعترف بقتل اثنين وخمسين ضحية على مدى ست سنوات. أثناء احتجازه، ادعى أونوبرينكو أنه قتل استجابة لأوامر صدرت له من أصوات داخلية.
هذه هي جرائم القتل التالية التي اعترف بها أونوبرينكو، بالترتيب الزمني:
1-10. في عام 1989، قُتلت عائلة مكونة من عشرة أفراد  –  شخصين بالغين وثمانية أطفال  –  أثناء محاولة سرقة. واعترف أونوبرينكو بأنه وشريكه سيرجي روجوزين ارتكبا جرائم القتل باستخدام أسلحة كانا يحملانها للدفاع عن النفس. كما صرح أيضًا أنه قطع كل وسائل التواصل مع روجوزين بعد ذلك.
11–15. وفي العام نفسه، قُتل خمسة أشخاص، بينهم طفل يبلغ من العمر 11 عامًا، بالرصاص أثناء نومهم في سيارة قبل حرق جثثهم. صرح أونوبرينكو أن جرائم القتل كانت غير مقصودة وأنه كان يخطط فقط لسرقة السيارة.
16–19. في 24 ديسمبر 1995، قُتلت عائلة زايتشنكو المكونة من أربعة أفراد ببندقية مزدوجة الماسورة مقطوعة أثناء عملية سطو على منزلهم في جارمارنيا، وهي قرية في وسط أوكرانيا، والتي أضرمت فيها النيران بعد ذلك.
20–24. في 2 يناير/كانون الثاني 1996، قُتلت عائلة مكونة من أربعة أفراد بالرصاص. وبعد ذلك قتل أحد المارة من الذكور على يد أونوبرينكو من أجل القضاء على الشهود المحتملين.
25–28. في 6 يناير/كانون الثاني 1996، زُعم أن أونوبرينكو قتل أربعة أشخاص في ثلاث حوادث منفصلة على الطريق السريع بيرديانسك-دنيبروفسك، وذلك بإيقاف السيارات قبل قتل السائقين. وكان الضحايا هم كاساي، وهو ضابط في البحرية الأوكرانية؛ وسافيتسكي، سائق سيارة أجرة؛ وكوتشرجينا، طاهي في مزرعة جماعية؛ وضحية مجهولة الهوية.
29–35. في 17 يناير/كانون الثاني 1996، قُتلت عائلة بيلات المكونة من خمسة أفراد بالرصاص في منزلها، ثم أضرمت النيران فيه. ثم قُتل شاهدان محتملان، عامل سكة حديد يبلغ من العمر 27 عامًا يدعى كوندزيلا ومشاة يبلغ من العمر 56 عامًا يدعى زاخاركو.
36–39. في 30 يناير 1996، قُتلت ماروسينا وابناها وضيف يبلغ من العمر 32 عامًا يُدعى زاجرانيتني بالرصاص في منطقة فاستيف، كييف أوبلاست، في أوكرانيا.
40–43. في 19 فبراير 1996، قُتلت عائلة دوبتشاك في منزلها في مدينة أوليفسك، منطقة زيتومير. وفقًا لما قاله أونوبرينكو، فأنه أطلق النار على الأب والابن وقتلهما، ومزق الأم حتى الموت بمطرقة، وطالب الابنة بالمال قبل أن يمزقها حتى الموت أيضًا عندما رفضت.
44–48. في 27 فبراير 1996، قُتلت عائلة بودنارشوك في منزلها في مالين، منطقة لفيف. وبحسب أقوال أونوبرينكو، فقد أطلق النار على الوالدين ما أدى إلى وفاتهما، ثم قام بتقطيع ابنتيهما، اللتين تبلغان من العمر سبع وثماني سنوات، حتى الموت باستخدام فأس. وبعد ساعة، أطلق أونوبرينكو النار على رجل أعمال مجاور يدعى تسالك، والذي كان يتجول في ممتلكات بودنارشوك، وقتله، ثم قام بتقطيع جثته بالفأس بعد ذلك.
49–52. في 22 مارس/آذار 1996، كانت عائلة نوفوساد المكونة من أربعة أفراد آخر ضحايا أونوبرينكو المزعومين. وبحسب قوله، أطلق النار على جميع أفراد الأسرة وقتلهم وأشعل النار في منزلهم لإزالة أي أثر للأدلة.

## طرق القتل
يكون أسلوب عمل أونوبرينكو من اختيار منزل منعزل وجذب انتباه شاغليه من خلال إثارة الضجة. كان يقتل جميع الركاب بدءًا من الذكر البالغ، قبل أن يذهب للعثور على الزوجة وقتلها وأخيراً الأطفال. ثم يقوم عادةً بإشعال النار في المباني في محاولة لتغطية الأدلة. كما أنه سيقتل أي شاهد محتمل عبر طريقه أثناء هجومه القاتل.

## القبض والإدانة
في مارس/آذار 1996، اعتقل متخصصو جهاز الأمن الأوكراني ومكتب المدعي العام يوري موزولا البالغ من العمر 26 عامًا كمشتبه به في عدة جرائم قتل وحشية. على مدى ثلاثة أيام، قام ستة أعضاء من جهاز الأمن الأوكراني وممثل واحد من مكتب المدعي العام بتعذيب موزولا. رفض موزولا الاعتراف بالجرائم ومات أثناء التعذيب. وحُكم على سبعة مسؤولين عن الوفاة بالسجن. وبعد سبعة عشر يومًا، عثروا على القاتل الحقيقي، أونوبرينكو، بعد مطاردة ضخمة، وذلك بعد مرور سبع سنوات على ارتكابه أول جريمة قتل. جاء ذلك بعد انتقاله للعيش مع أحد أقاربه واكتشاف مخزن الأسلحة الذي كان بحوزته. وأُرغم أونوبرينكو على مغادرة المنزل. وبعد أيام، وبناء على المعلومات الواردة، قاموا بالقبض على أونوبرينكو.
حُكم على أونوبرينكو بالإعدام، لكن خفف الحكم إلى السجن مدى الحياة؛ وفي عام 1995 انضمت أوكرانيا إلى مجلس أوروبا وبالتالي (في ذلك الوقت) تعهدت بإلغاء عقوبة الإعدام.

## موته
توفي أونوبرينكو في سجن زيتومير في 27 أغسطس 2013، عن عمر يناهز 54 عامًا.

## روابط خارجية
- السيرة الذاتية الكاملة لـ أونوبرينكو
- قرية لاسكي - مسقط رأس القاتل المتسلسل أونوبرينكو. الصور
- أناتولي أونوبرينكو في crimelibrary.com
- مقابلة مع محامي أونوبرينكو رسلان موشكوفسكي باللغة الروسية نسخة محفوظة 2012-02-15 على موقع واي باك مشين.
- سلاح القتل الذي استخدمه أونوبرينكو